# Dunedin (Floryda)
Dunedin – miasto w Stanach Zjednoczonych, w stanie Floryda, w hrabstwie Pinellas.